# Wilhelmus

Het Wilhelmus pronunciaciónⓘ (El Guillermo, en español) es el himno nacional de los Países Bajos. Escrito a finales del siglo XVI, es el himno nacional más antiguo del mundo (se estima que la letra del himno nacional japonés, Kimigayo, data del siglo IX, pero la música fue compuesta en el siglo XIX).
Según un sondeo de opinión publicado en 2014, cerca del 40% de la población del país manifestó no haber memorizado la letra del himno.

## Historia e interpretación
El texto fue escrito entre 1568 y 1572, en honor de Guillermo de Orange El Taciturno (también conocido como Guillermo de Nassau), durante la revuelta neerlandesa contra los católicos neerlandeses y los españoles. El autor probablemente fue Philips van Marnix.
Se dice que, durante la tortura de Balthasar Gérard, el asesino de Guillermo de Orange, los guardias que le estaban torturando cantaron la canción para ahogar sus gritos agonizantes mientras le vertían  encima grasa de cerdo hirviente. Gérard aparentemente respondió: "¡Cantad, pecadores neerlandeses! ¡Cantad! ¡Pero sabed que pronto me mataréis cantando!" 
Otra leyenda dice que, siguiendo a la Acta de Navegación británica de 1651 (una ley aprobada por Oliver Cromwell que obligaba a todos los barcos que pasaran por el Canal de la Mancha a arriar su bandera como gesto de saludo), el Wilhelmus fue cantado (o más bien, gritado) por los marineros del Brederode en respuesta a un disparo de advertencia de una flota inglesa comandada por Robert Blake cuando el capitán neerlandés Maarten Tromp se negó a arriar su bandera. Después del tercer y último disparo de advertencia, que coincidió con el final de la canción, Blake disparó una andanada completa, comenzando la batalla de Goodwin Sands y la primera guerra anglo-neerlandesa.
La letra tiene forma de un himno religioso, y en lugar de ser una llamada a las armas o una exaltación patriótica, es una apología de Guillermo de Orange y de sus obras.
El himno tiene quince estrofas, cuyas primeras letras forman un acróstico con el nombre de Guillermo; pero en las ceremonias oficiales generalmente se interpreta sólo la primera y la sexta estrofas; en los acontecimientos deportivos, normalmente sólo se interpreta la primera.
Se puede notar que algunas partes de la lengua neerlandesa están en un dialecto antiguo, y que las voces son de una versión un poco más vieja del himno actual. La palabra "Duitsen" ha sido traducida por "neerlandesa" porque en el momento de la composición de la letra "Alemania" no existía (pero sí Germania). Además de esto, el himno es el neerlandés, por lo que la traducción fue probablemente la intención de ser "neerlandesa". Además de esto, sólo en la lengua neerlandesa moderna tiene "Duits" el significado de "alemana", por lo tanto se traduce "Duitsen" como "neerlandesa".

## Letra
El Wilhelmus se imprimió por primera vez en un geuzenliedboek (lit. 'Cancionero de mendigos') en 1581. Usaba el siguiente texto como introducción al Wilhelmus:
| Een nieuw Christelick Liedt gemaect ter eeren des Doorluchtichsten Heeren, Heere Wilhelm Prince van Oraengien, Grave van Nassou, Patris Patriae, mijnen Genaedigen Forsten ende Heeren. Waer van deerste Capitael letteren van elck veers syner Genaedigen Forstens name metbrengen. Na de wijse van Chartres. | Una nueva canción cristiana compuesta en honor de nuestro más noble amo y señor, Guillermo, Príncipe de Orange, conde de Nassau, Pater Patriae (Padre de la Nación), mi misericordioso príncipe y señor. [Una canción] de cual la primera letra mayúscula de cada estrofa forman el nombre del misericordioso príncipe. Con la melodía de Chartres. |
Neerlandés original (1568)

Wilhelmus van Nassouwe

Ben ick van Duytschen bloet

Den Vaderlant getrouwe

Blyf ick tot in den doet:

Een Prince van Oraengien

Ben ick vrij onverveert,

Den Coninck van Hispaengien

Heb ick altijt gheeert.

In Godes vrees te leven

Heb ick altyt betracht,

Daerom ben ick verdreven

Om Landt om Luyd ghebracht:

Maer God sal mij regeren

Als een goet Instrument,

Dat ick zal wederkeeren

In mijnen Regiment.

Lydt u myn Ondersaten

Die oprecht zyn van aert,

Godt sal u niet verlaten

Al zijt ghy nu beswaert:

Die vroom begheert te leven

Bidt Godt nacht ende dach,

Dat hy my cracht wil gheven

Dat ick u helpen mach.

Lyf en goet al te samen

Heb ick u niet verschoont,

Mijn broeders hooch van Namen

Hebbent u oock vertoont:

Graef Adolff is ghebleven

In Vriesland in den slaech,

Syn Siel int ewich Leven

Verwacht den Jongsten dach.

Edel en Hooch gheboren

Van Keyserlicken Stam:

Een Vorst des Rijcks vercoren

Als een vroom Christen man,

Voor Godes Woort ghepreesen

Heb ick vrij onversaecht,

Als een Helt sonder vreesen

Mijn edel bloet ghewaecht.

Mijn Schilt ende betrouwen

Sijt ghy, o Godt mijn Heer,

Op u soo wil ick bouwen

Verlaet mij nimmermeer:

Dat ick doch vroom mach blijven

V dienaer taller stondt,

Die Tyranny verdrijven,

Die my mijn hert doorwondt.

Van al die my beswaren,

End mijn Vervolghers zijn,

Mijn Godt wilt doch bewaren

Den trouwen dienaer dijn:

Dat sy my niet verrasschen

In haren boosen moet,

Haer handen niet en wasschen

In mijn onschuldich bloet.

Als David moeste vluchten

Voor Saul den Tyran:

Soo heb ick moeten suchten

Met menich Edelman:

Maer Godt heeft hem verheven

Verlost uit alder noot,

Een Coninckrijk ghegheven

In Israel seer groot.

Na tsuer sal ick ontfanghen

Van Godt mijn Heer dat soet,

Daer na so doet verlanghen

Mijn Vorstelick ghemoet:

Dat is dat ick mach sterven

Met eeren in dat Velt,

Een eewich Rijck verwerven

Als een ghetrouwe Helt.

Niet doet my meer erbarmen

In mijnen wederspoet,

Dan dat men siet verarmen

Des Conincks Landen goet,

Dat van de Spaengiaerts crencken

O Edel Neerlandt soet,

Als ick daer aen ghedencke

Mijn Edel hert dat bloet.

Als een Prins op gheseten

Met mijner Heyres cracht,

Van den Tyran vermeten

Heb ick den Slach verwacht,

Die by Maestricht begraven

Bevreesden mijn ghewelt,

Mijn ruyters sach men draven.

Seer moedich door dat Velt.

Soo het den wille des Heeren

Op die tyt had gheweest,

Had ick gheern willen keeren

Van v dit swear tempeest:

Maer de Heer van hier boven

Die alle dinck regeert.

Diemen altijd moet loven

En heeftet niet begheert.

Seer Prinslick was ghedreven

Mijn Princelick ghemoet,

Stantvastich is ghebleven

Mijn hert in teghenspoet,

Den Heer heb ick ghebeden

Van mijnes herten gront,

Dat hy mijn saeck wil reden,

Mijn onschult doen bekant.

Oorlof mijn arme Schapen

Die zijt in grooten noot,

V Herder sal niet slapen

Al zijt ghy nu verstroyt:

Tot Godt wilt v begheven,

Syn heylsaem Woort neemt aen,

Als vrome Christen leven,

Tsal hier haest zijn ghedaen.

Voor Godt wil ick belijden

End zijner grooter Macht,

Dat ick tot gheenen tijden

Den Coninck heb veracht:

Dan dat ick Godt den Heere

Der hoochster Maiesteyt,

Heb moeten obedieren,

Inder gherechticheyt.

Acróstico

WILLEM VAN NASSOV
Neerlandés moderno

Wilhelmus van Nassouwe

ben ik, van Duitsen bloed,

den vaderland getrouwe

blijf ik tot in den dood.

Een Prinse van Oranje

ben ik, vrij onverveerd,

den Koning van Hispanje

heb ik altijd geëerd.

In Godes vrees te leven

heb ik altijd betracht,

daarom ben ik verdreven,

om land, om luid gebracht.

Maar God zal mij regeren

als een goed instrument,

dat ik zal wederkeren

in mijnen regiment.

Lijdt u, mijn onderzaten

die oprecht zijt van aard,

God zal u niet verlaten,

al zijt gij nu bezwaard.

Die vroom begeert te leven,

bidt God nacht ende dag,

dat Hij mij kracht zal geven,

dat ik u helpen mag.

Lijf en goed al te samen

heb ik u niet verschoond,

mijn broeders hoog van namen

hebben 't u ook vertoond:

Graaf Adolf is gebleven

in Friesland in de slag,

zijn ziel in 't eeuwig leven

verwacht de jongste dag.

Edel en hooggeboren,

van keizerlijke stam,

een vorst des rijks verkoren,

als een vroom christenman,

voor Godes woord geprezen,

heb ik, vrij onversaagd,

als een held zonder vreze

mijn edel bloed gewaagd.

Mijn schild ende betrouwen

zijt Gij, o God mijn Heer,

op U zo wil ik bouwen,

verlaat mij nimmermeer.

Dat ik doch vroom mag blijven,

uw dienaar t'aller stond,

de tirannie verdrijven

die mij mijn hart doorwondt.

Van al die mij bezwaren

en mijn vervolgers zijn,

mijn God, wil doch bewaren

de trouwe dienaar dijn,

dat zij mij niet verrassen

in hunne boze moed,

hun handen niet en wassen

in mijn onschuldig bloed.

Als David moeste vluchten

voor Sauel den tiran,

zo heb ik moeten zuchten

als menig edelman.

Maar God heeft hem verheven,

verlost uit alder nood,

een koninkrijk gegeven

in Israël zeer groot.

Na 't zuur zal ik ontvangen

van God mijn Heer het zoet,

daarnaar zo doet verlangen

mijn vorstelijk gemoed:

dat is, dat ik mag sterven

met ere in dat veld,

een eeuwig rijk verwerven

als een getrouwe held.

Niets doet mij meer erbarmen

in mijne wederspoed

dan dat men ziet verarmen

des Konings landen goed.

Dat u de Spanjaards krenken,

o edel Neerland zoet,

als ik daaraan gedenke,

mijn edel hart dat bloedt.

Als een prins opgezeten

met mijner heireskracht,

van de tiran vermeten

heb ik de slag verwacht,

die, bij Maastricht begraven,

bevreesden mijn geweld;

mijn ruiters zag men draven

zeer moedig door dat veld.

Zo het de wil des Heren

op die tijd was geweest,

had ik geern willen keren

van u dit zwaar tempeest.

Maar de Heer van hierboven,

die alle ding regeert,

die men altijd moet loven,

Hij heeft het niet begeerd.

Zeer christlijk was gedreven

mijn prinselijk gemoed,

standvastig is gebleven

mijn hart in tegenspoed.

De Heer heb ik gebeden

uit mijnes harten grond,

dat Hij mijn zaak wil redden,

mijn onschuld maken kond.

Oorlof, mijn arme schapen

die zijt in grote nood,

uw herder zal niet slapen,

al zijt gij nu verstrooid.

Tot God wilt u begeven,

zijn heilzaam woord neemt aan,

als vrome christen leven,—

't zal hier haast zijn gedaan.

Voor God wil ik belijden

en zijne grote macht,

dat ik tot gene tijden

de Koning heb veracht,

dan dat ik God de Here,

de hoogste Majesteit,

heb moeten obediëren

in de gerechtigheid.

 

WILLEM VAN NAZZOV
Traducción no oficial

Yo soy Guillermo de Nassau

de sangre germana,

me mantendré leal a mi patria

hasta el día en el que muera.

Yo soy un príncipe de Orange,

libre e impávido,

al Rey de España

siempre he honrado.

Siempre he intentado

vivir con temor a Dios

por esa razón fui rechazado

privado de tierra y pueblo

pero Dios ha de guiarme

como a un buen instrumento,

para que retorne

a mi pueblo.

Sean pacientes, súbditos míos,

que sois justos y buenos,

Dios no ha de abandonaros

aunque ya estáis sobrecogidos.

Quien intente vivir en piedad

debe orar a Dios noche y día,

para que Él me pueda dar fuerza

para que yo pueda ayudar.

No salvé

mi vida ni mis posesiones,

mis hermanos de altos nombres,

también lo han demostrado:

el conde Adolfo se quedó atrás

en Frisia en la batalla,

él ha de esperar el día más joven

de la vida eterna.

Yo nací noble y con alteza,

de ascendencia imperial,

elegido como un señor del imperio

como un cristiano piadoso.

Alabando las palabras de Dios,

libre e intrépido

y como un héroe sin temores

he vertido mi noble sangre.

Tú eres, Dios mi Señor,

mi escudo y confianza

deseo construir ante ti

nunca me dejes otra vez:

para que pueda mantenerme piadoso

y ser tu sirviente por siempre,

y alejar la tiranía

que hiere mi corazón.

De todos quienes me odian

y son mis acusadores

mi Dios solamente mantendrá

a sus sirvientes leales:

para que ellos no puedan sorprenderme

con intenciones iracundas

no dejes que se laven sus manos

en mi sangre inocente.

Como David que tuvo que huir

por culpa de Saúl el tirano

he tenido que suspirar

Y conmigo, muchos otros nobles:

pero Dios levantó a David

de todos sus sufrimientos

le dio un reino

en Israel bastante grande.

Luego del amargo gusto he de recibir

de Dios, el Señor, el dulce gusto

de ahí mi presencia señorial

demanda una cosa noble:

que pueda yo morir

con honor en el campo

forjando un imperio eterno

como un fiel héroe.

Nada me hiere más

incluso en mi prisa

que veamos las tierras del rey

completamente empobrecidas.

Cuando pienso en los españoles

desgarrándote (violándote), oh nobles Países Bajos dulces,

mi muy noble corazón

sangra fuertemente.

Montando (un caballo) como un príncipe

yo aguardé la batalla

con mi fuerza señorial

aunque yo estaba lejos del tirano

aquellos que están sepultados en Maastricht

temieron mi violencia.

Mis jinetes podían verse galopando

muy valientemente a través del campo.

Entonces fue la voluntad del Señor

aunque a mí me hubiera gustado

cambiar el rumbo en ese momento

de tu gran tempestad.

Pero el Señor desde arriba

que gobierna todas las cosas

y quien siempre debe ser alabado

no lo quiso así.

Como un príncipe

mi ejército fiel se mantuvo firme valientemente

aunque mi corazón

se enfrentaba ante la adversidad.

Le oré al Señor

desde lo profundo de mi corazón

que pudiera salvarme de mi contienda

y hacer conocer mi inocencia.

No os preocupéis, mis pobres ovejas

vosotros, que estáis en gran necesidad.

Vuestro pastor no dormirá

aunque ahora estéis dispersos,

pues Dios tendrá misericordia sobre vosotros.

Si leéis sus palabras salvadoras

y vivís como cristianos piadosos

pronto todo terminará.

Ante Dios deseo jurar,

al frente de su gran poder,

que yo nunca, jamás

odié al rey (de España):

pero que he tenido que obedecer

a Dios, la más alta majestad

en toda la eternidad

y en toda la justicia.

 

Guillermo de Nassau